# Kasnia (cómic)
Kasnia o Kaznia es un país ficticio qué aparece en el universo animado de DC Cómics. Parece estar localizado entre los Balcanes, y para alternar (durante varios periodos de tiempo donde se es visto) entre paz y una guerra civil entre sus facciones Del norte y Del sur.

## Universo animado de DC

### Series

#### Superman: la serie animada
Kaznia (Deletreado con un z) aparece por primera vez en el episodio estreno de Superman: La Serie Animada, "El Último Hijo De Criptón". En este punto, parece estar gobernado por un "Regent", quién hace un trato secreto con Lex Luthor para adquirir un prototipo de un traje militar de LexCorp. Debido a que Kasnia esta bajo un embargo comercial, la transacción se llevada a cabo mediante la organización de un robo a Lexcorp utilizando un equipo de mercenarios contratados, dirigidos por John Corben. Superman con Corben en Metrópolis.
También apareció en el primer número de Superman Adventures, el cómic basado en la serie, donde Lex Luthor despliega un impostor androide de Superman para atacar la embajada Kazniana para desacreditar a Superman e incitar problemas entre Kaznia y EE. UU. Superman, después de destruir la falsificación, afronta a Luthor y lo fuerza para hacer una declaración pública que admite su responsabilidad, así como aportar una gran cantidad de dinero para reparar la embajada.

#### Batman del futuro
En "Rebirth", el episodio piloto de Batman del futuro, el embajador kasniano, Vilmos Egans, (que brevemente aparece como un personaje de fondo en la fiesta de compromiso de Audrey en el episodio de la liga de la justicia "Dama de Honor") aparece en Ciudad Gótica para hacer negocios con Derek Power. Entre Wayne-Power se desarrollado un gas nervioso letal,  el cual el gobierno de Kasnia deseaba adquirir. Cuándo el padre de Terry McGinnis, un empleado de Wayne-Power, trata de exponer el proyecto,  esté es asesinado por orden de Power, causando que Terry se convirtiera en el nuevo Batman.
Otra referencia se hace sobre kasnia en el episodio de Batman del futuro "Spellbound", en el que el director de una casa de subasta está bloqueando la "Colección de vestidos de la princesa Audrey".

#### Liga de la justicia
Kasnia hace varios apariciones en la serie animadas Liga de Justicia y Liga de Justicia Unlimited.
En la temporada 2 en el episodio "Dama de Honor", el país se convierte en el vehículo para una trama de Vándalo Salvaje. Manipula la importante contribución de Kasnia a una Estación Espacial Internacional para montar un arma orbital. Después de comprometerse con la Princesa Audrey, la heredera al trono, Salvaje envenena al rey Gustavo y toma el trono en el nombre de Audrey (su boda parece ser de origen griego ortodoxo).
Después de que la Liga de la Justicia frustra la trama de Salvaje, su matrimonio se termina y Audrey, siendo ya reina, resulta ser una gobernante más sábia que su padre. 
En el episodio "Halcón y Alondra", una guerra civil entre el norte y sur de kasnia a estallado, kasnia pide ayuda a la liga luego de que comienza a aumentar más la tensión cuando las tropas del norte Kasniano reciben una armadura de batalla del dios griego Ares. Aunque los Norteños y los sureños dejaron de luchar cuándo se dieron cuenta de que eran manipulados por el dios, estaba claro que pretendieron volver a las hostilidades más tarde.
Posteriormente, en "El gran robo de Cerebros", Kasnia aparentemente se había reunificado y se unió a la Unión Europea, adoptando el Euro como su moneda oficial. La Sociedad Secreta intent. robar un cargamento de Euros que estaban siendo transportados al país.
En el mismo episodio, una ubicación en Kasnia lo sitúa en las coordenadas 45° 9'8" N, 19° 58'13" E. Esto parecería localizar la nación en la región autónoma de Vojvodina, Serbia, en el norte de Serbia. La segunda coordenada no está clara: a pesar de que parece ser 19° 58'13", el "8" está ocultado, y podría ser un "9" o "0".

### Cine Animado

#### Batman: el misterio de Batimujer
En Batman: el misterio de batimujer, una facción del ejército Kasniano intenta adquirir un gran número de armas de alta tecnología de Ciudad gótica dados por mafioso El Pingüino, Rupert Thorne, y el asesino Bane. En Kasnia nunca reciben estas armas y toman represalias contra el Pingüino y Thorne por engañarlos.

#### Liga de la Justicia: Dioses y monstruos
En la primera aparición de la liga, ellos se presenta infiltrando en un búnker debajo de la embajada Kasniana para recuperar el dato robado por terroristas.

## Apariciones en otros medios

### Televisión

#### Arrow
Kasnia Aparece en la temporada 3, episodio 17 ("Tendencias Suicidas") de la serie de televisión de CW Arrow. Después de que Diggle y Lyla oficialmente vuelven a casarse, Amanda Waller (ARGUS) interrumpe su luna de miel para reclutarlo en una misión especial par el equipo del escuadrón suicida para rescatar al senador Cray de un secuestro en la República de Kasnia. El secuestro resulta ser una trampa de Cray, por la candidatura de su presidencia. La misión termina con Diggle, Lyla, Cupido y Lawton matando a todos los mercenarios y salvando a los rehenes. Floyd Lawton, también conocido como Deadshot, se sacrifica en la explosión causada por los explosivos de los mercenarios de Cray.

#### Supergirl
En la temporada 4, episodio 16 ("La casa de él") de la serie de televisión de CW, Supergirl, un agente del ejército kasniano llama a lex luthor para decirle que hay otra kriptoniana y que necesita verlo por lo visto obviamente lex luthor acepta y aparece una replica igualita de supergirl sin recuerdos, con poderes y kriptoniana lo cual la entrenan para atacar a supergirl".

#### Legends of Tomorrow
En la temporada 1 Episodio 10 ("Progeny"), el equipo de Rip Hunter: Sara Lance, Martín Stein, Jefferson "Jax" Jackson
, Ray Palmer, Leonard Snart, y Kendra Saunders, viajan a la nación de Kasnia en un intento de detener al inmortal tirano Vándalo Salvaje de manipular al heredero para gobernar Por Degaton (interpretado por Cory Grüter-Andrew). El país es mostrado como una gran Utopía, con aparentemente ningún delito, contaminación, o pobreza, pero presenta una policía fuertemente avanzada de Robots. Al final del episodio, Rip Hunter es informado que la línea de tiempo se ha mantenido sin cambios y Por Degaton procede a asesinar a su padre, causando un en todo el mundo un genocidio.

### Videojuegos

#### Batman: Arkham Knight
Después de completar el juego, se hablará una línea "tengo otro trabajo alineado después de que esta noche en Kasnia. Se supone que debemos matar, destronar o derrocar a un rey o algo así".